# Amphidium clastophyllum
Amphidium clastophyllum là một loài rêu trong họ Orthotrichaceae. Loài này được Cardot mô tả khoa học đầu tiên năm 1908.